# Igrékovo
Igrékovo (en rus: Игреково) és un poble de l'óblast de Tomsk, a Rússia, que el 2015 tenia 116 habitants.